# منطقه خزر
منطقهٔ خزر (به ترکی آذربایجانی: Xəzər rayonu) یک منطقهٔ مسکونی در جمهوری آذربایجان است که در باکو واقع شده‌است. منطقهٔ خزر ۲۴۰٬۰۰۰ نفر جمعیت دارد.